# Nelson (New Hampshire)
Pour les articles homonymes, voir Nelson.
Nelson est une municipalité américaine située dans le comté de Cheshire au New Hampshire. Selon le recensement de 2010, sa population est de 729 habitants.

## Géographie
La municipalité s'étend sur 23,25 milles carrés (60,22 km2), dont 1,38 milles carrés (3,57 km2) d'étendues d'eau.

## Histoire
La localité de Monadnock No. 6 est fondée en 1752. Elle devient une 
municipalité en 1774 sous le nom de Packersfield, d'après le shérif de Portsmouth Thomas Packer. En 1814, elle est renommée en l'honneur de l'amiral Nelson.